# شهر
الشهر هو وحدة زمنية تتكون من أيام وفي الغالب 12 الشهر يتكون من متوسط 30 يوماً و 12 شهر أي 365 يوم تكون سنة كاملة. (الشهر الشمسي 30 أو 31 يوماً والشهر القمري 29 أو 30 يوماً) ويضاف لكل سنة 6 ساعات فتتجمع كل اربع سنوات لتصبح يوم كامل يضاف لشهر شباط فيصبح 29 يوم وتسمى السنة الكبيسة
الشهر الميلادي: (شمسي) هو 30 يوماً أو 31 وفي شهر شباط / فبراير 28 اما في السنة الكبيسة فيكون شهر شباط/فبراير 29 يومًا وهنالك.
الشهر الهجري القمري: (هجري قمري) يبدأ في اليوم الذي يظهر فيه الهلال وينتهي في اليوم الذي يسبق الهلال الذي يليه. عدد أيام الشهر القمري 29 أو 30 يوماً ويُمكن تحديد عدد أيامه مسبقاً عن طريق ما يُسمى بالحسابات الفلكية.
الشهر الشمسي أو الفارسية (شمسي) 30 يوماً أو 31 وفي الشهر النهايية حوت / إسفند 29 یوما اما في السنة الكبيسة فيكون هذا الشهر 30 يومًا.

## شهور السنة الميلادية
| رقم الشهر | شهور سريانية | شهور مصرية | شهور السنة الجزائرية والتونسية | شهور السنة المغربية | شهور السنة الأوربية المعربية |
| --------- | ------------ | ---------- | ------------------------------ | ------------------- | ---------------------------- |
| 01        | كانون الثاني | طوبة       | جانفي                          | يناير               | يناير                        |
| 02        | شباط         | أمشير      | فيفري                          | فبراير              | فبراير                       |
| 03        | آذار         | برمهات     | مارس                           | مارس                | مارس                         |
| 04        | نيسان        | برمودة     | أفريل                          | أبريل               | أبريل                        |
| 05        | أيار         | بشنس       | ماي                            | ماي                 | مايو                         |
| 06        | حزيران       | بؤونة      | جوان                           | يونيو               | يونيو                        |
| 07        | تموز         | أبيب       | جويلية                         | يوليوز              | يوليو                        |
| 08        | آب           | مسرى       | أوت                            | غشت                 | أغسطس                        |
| 09        | أيلول        | نسيء و توت | سبتمبر                         | شتنبر               | سبتمبر                       |
| 10        | تشرين الأول  | بابة       | أكتوبر                         | أكتوبر              | أكتوبر                       |
| 11        | تشرين الثاني | هاتور      | نوفمبر                         | نونبر               | نوفمبر                       |
| 12        | كانون الأول  | كيهك       | ديسمبر                         | دجنبر               | ديسمبر                       |